# 1832 год
1832 (ты́сяча восемьсо́т три́дцать второ́й) год  по григорианскому календарю — високосный год, начинающийся в воскресенье. Это 1832 год нашей эры, 2‑й год 4‑го десятилетия XIX века 2‑го тысячелетия, 3‑й год 1830‑х годов. Он закончился 193 года назад.
| Пн | Вт | Ср | Чт | Пт | Сб | Вс |
|    |    |    |    |    |    | 1  |
| 2  | 3  | 4  | 5  | 6  | 7  | 8  |
| 9  | 10 | 11 | 12 | 13 | 14 | 15 |
| 16 | 17 | 18 | 19 | 20 | 21 | 22 |
| 23 | 24 | 25 | 26 | 27 | 28 | 29 |
| 30 | 31 |    |    |    |    |    |

| Пн | Вт | Ср | Чт | Пт | Сб | Вс |
|    |    | 1  | 2  | 3  | 4  | 5  |
| 6  | 7  | 8  | 9  | 10 | 11 | 12 |
| 13 | 14 | 15 | 16 | 17 | 18 | 19 |
| 20 | 21 | 22 | 23 | 24 | 25 | 26 |
| 27 | 28 | 29 |    |    |    |    |

| Пн | Вт | Ср | Чт | Пт | Сб | Вс |
|    |    |    | 1  | 2  | 3  | 4  |
| 5  | 6  | 7  | 8  | 9  | 10 | 11 |
| 12 | 13 | 14 | 15 | 16 | 17 | 18 |
| 19 | 20 | 21 | 22 | 23 | 24 | 25 |
| 26 | 27 | 28 | 29 | 30 | 31 |    |

| Пн | Вт | Ср | Чт | Пт | Сб | Вс |
|    |    |    |    |    |    | 1  |
| 2  | 3  | 4  | 5  | 6  | 7  | 8  |
| 9  | 10 | 11 | 12 | 13 | 14 | 15 |
| 16 | 17 | 18 | 19 | 20 | 21 | 22 |
| 23 | 24 | 25 | 26 | 27 | 28 | 29 |
| 30 |    |    |    |    |    |    |

| Пн | Вт | Ср | Чт | Пт | Сб | Вс |
|    | 1  | 2  | 3  | 4  | 5  | 6  |
| 7  | 8  | 9  | 10 | 11 | 12 | 13 |
| 14 | 15 | 16 | 17 | 18 | 19 | 20 |
| 21 | 22 | 23 | 24 | 25 | 26 | 27 |
| 28 | 29 | 30 | 31 |    |    |    |

| Пн | Вт | Ср | Чт | Пт | Сб | Вс |
|    |    |    |    | 1  | 2  | 3  |
| 4  | 5  | 6  | 7  | 8  | 9  | 10 |
| 11 | 12 | 13 | 14 | 15 | 16 | 17 |
| 18 | 19 | 20 | 21 | 22 | 23 | 24 |
| 25 | 26 | 27 | 28 | 29 | 30 |    |

| Пн | Вт | Ср | Чт | Пт | Сб | Вс |
|    |    |    |    |    |    | 1  |
| 2  | 3  | 4  | 5  | 6  | 7  | 8  |
| 9  | 10 | 11 | 12 | 13 | 14 | 15 |
| 16 | 17 | 18 | 19 | 20 | 21 | 22 |
| 23 | 24 | 25 | 26 | 27 | 28 | 29 |
| 30 | 31 |    |    |    |    |    |

| Пн | Вт | Ср | Чт | Пт | Сб | Вс |
|    |    | 1  | 2  | 3  | 4  | 5  |
| 6  | 7  | 8  | 9  | 10 | 11 | 12 |
| 13 | 14 | 15 | 16 | 17 | 18 | 19 |
| 20 | 21 | 22 | 23 | 24 | 25 | 26 |
| 27 | 28 | 29 | 30 | 31 |    |    |

| Пн | Вт | Ср | Чт | Пт | Сб | Вс |
|    |    |    |    |    | 1  | 2  |
| 3  | 4  | 5  | 6  | 7  | 8  | 9  |
| 10 | 11 | 12 | 13 | 14 | 15 | 16 |
| 17 | 18 | 19 | 20 | 21 | 22 | 23 |
| 24 | 25 | 26 | 27 | 28 | 29 | 30 |

| Пн | Вт | Ср | Чт | Пт | Сб | Вс |
| 1  | 2  | 3  | 4  | 5  | 6  | 7  |
| 8  | 9  | 10 | 11 | 12 | 13 | 14 |
| 15 | 16 | 17 | 18 | 19 | 20 | 21 |
| 22 | 23 | 24 | 25 | 26 | 27 | 28 |
| 29 | 30 | 31 |    |    |    |    |

| Пн | Вт | Ср | Чт | Пт | Сб | Вс |
|    |    |    | 1  | 2  | 3  | 4  |
| 5  | 6  | 7  | 8  | 9  | 10 | 11 |
| 12 | 13 | 14 | 15 | 16 | 17 | 18 |
| 19 | 20 | 21 | 22 | 23 | 24 | 25 |
| 26 | 27 | 28 | 29 | 30 |    |    |

| Пн | Вт | Ср | Чт | Пт | Сб | Вс |
|    |    |    |    |    | 1  | 2  |
| 3  | 4  | 5  | 6  | 7  | 8  | 9  |
| 10 | 11 | 12 | 13 | 14 | 15 | 16 |
| 17 | 18 | 19 | 20 | 21 | 22 | 23 |
| 24 | 25 | 26 | 27 | 28 | 29 | 30 |
| 31 |    |    |    |    |    |    |

## События
- 26 февраля — Николай I издал Органический статут Царства Польского, заменивший польскую конституцию 1815 года.
- 17 марта — семь экономически развитых кантонов Швейцарии — Аргау, Берн, Золотурн, Люцерн, Санкт-Галлен, Тургау и Цюрих — образовали Конкордат Семи (Зибенбунд) для продвижения программы демократических реформ и создания централизованного государства[1].
- 22 апреля — Николай I выпустил манифест о введении в Российской империи звания «почётный гражданин».
- 2 мая — в Федеральной республике Центральной Америки издан декрет о свободе вероисповедания. Отменена статья 11 федеральной конституции 1825 года, объявлявшая католицизм единой официальной религией[2].
- 13 мая — упразднение рескриптом Николая I Виленского университета.
- 27 мая — представители германской либеральной оппозиции собрали 30-тысячную политическую демонстрацию в деревне Гамбах близ Нейштадта с требованиями конституционных свобод и объединения Германии в федеративную республику. Власти провели аресты[3].
- 30 мая — в Париже смертельно ранен на дуэли французский математик, республиканец Эварист Галуа[4].
- 5 июня — восстание в Париже.
- 7 июня — король Великобритании Вильгельм IV подписал закон о реформе выборной системы[5].
- После выборов в Великобритании, произведённых на новых основаниях, для обозначения партий входят в употребление термины «либералы» (вместо «вигов») и «консерваторы» (вместо «тори»).[источник не указан 2581 день]
- 28 июня — Союзный сейм Германии отменил свободу печати, запретил политические союзы и народные собрания[6].
- 5 июля — Союзный сейм Германии принял решение о направлении федеральных войск в те германские государства, где возникнет угроза свержения существующих династий[6].
- 22 июля — в замке Шёнбрунн скоропостижно скончался Жозеф Франсуа Шарль Бонапарт, герцог Рейхштадтский, сын и единственный прямой наследник Наполеона I[7].
- 21 августа — в Федеральной республике Центральной Америки введён единый подушный налог, вызвавший серьёзные волнения населения[2].
- 30 августа — в Санкт-Петербурге на Дворцовой площади установлена Александровская колонна — крупнейший в мире монолитный монумент обелискового типа. Работы по отделке памятника продолжались до 1834 года.
- 11 декабря — египетская армия Ибрагим-паши разбила турецкую армию у Коньи и начала продвижение к Стамбулу[8].

## Родились
См. также: Категория:Родившиеся в 1832 году
- 23 января — Эдуар Мане, французский художник (ум. 1883).
- 25 января — Иван Шишкин, российский художник-пейзажист, живописец, рисовальщик и гравёр-аквафортист (ум. 1898).
- 27 января — Льюис Кэрролл, английский писатель, математик и философ, автор «Алисы в стране чудес» (ум. 1898).
- 1 февраля — Григорий Александрович Кушелев-Безбородко, граф, русский литератор, издатель, меценат (ум. 1870).
- 6 февраля — Джон Браун Гордон, американский генерал и сенатор, участник Гражданской войны.  (ум. 1904).
- 11 февраля — Дмитрий Илова́йский, русский историк (ум. 1920).
- 24 марта — Роберт Гамерлинг, австрийский поэт и драматург (ум. 1889).
- 26 марта — Феддерсен, Беренд Вильгельм, немецкий физик.
- 28 мая — Никифор (Бажанов), архимандрит, автор Иллюстрированной полной популярной Библейской Энциклопедии.
- 8 июня — Александр Николаевич Аксаков, русский публицист, переводчик, издатель (ум. 1903).
- 11 июня — Жюль Валлес, французский писатель и политический деятель (ум. 1885).
- 5 июля — Павел Петрович Чистяков, русский художник (ум. 1919).
- 17 июля — Юхан Август Сёдерман, шведский композитор и дирижёр (ум. 1876).
- 2 августа — Генри Олкотт, американский эзотерик, основатель и первый глава Теософского общества (ум. 1907).
- 3 августа — Иван Зайц, хорватский композитор и дирижёр (ум. 1914).
- 8 сентября — Эмилио Кастелар-и-Риполь (Emilio Castelar y Ripoll), испанский политик, писатель и историк, президент Испанской республики в 1873—1874 годах (ум. 1899).
- 21 сентября — Иоганн Йозеф Аберт, немецкий композитор (ум. 1915).
- 2 октября — Эдуард Бернетт Тэйлор, английский этнограф (ум. 1917).
- 9 ноября — Эмиль Габорио, французский писатель (ум. 1873).
- 18 ноября — Нильс Адольф Эрик Норденшёльд, шведский мореплаватель и исследователь Арктики.
- 8 декабря — Бьёрнстьерне Бьёрнсон, норвежский поэт, лауреат Нобелевской премии по литературе 1903 года (ум. 1910).
- 15 декабря — Густав Эйфель, французский инженер (ум. 1923).
- 27 декабря — Павел Михайлович Третьяков, российский предприниматель и меценат (ум. 1898).

## Скончались
См. также: Категория:Умершие в 1832 году

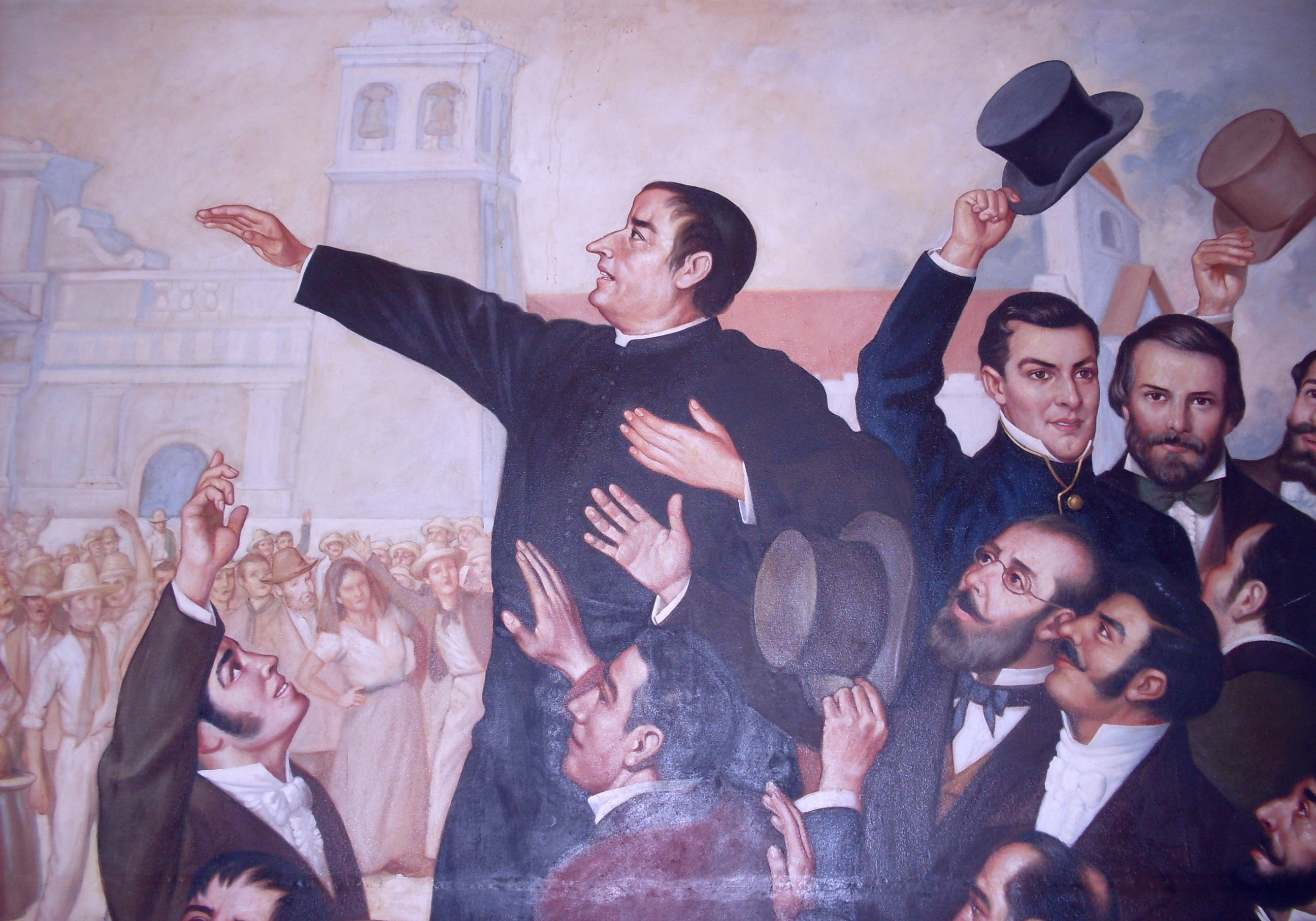
Хосе Матиас Дельгадо

- 22 марта — Иоганн Вольфганг фон Гёте, немецкий писатель.
- 13 мая — Жорж Леопольд Кювье, знаменитый французский естествоиспытатель, натуралист, основатель сравнительной анатомии и палеонтологии (род.1769)
- 30 мая — Эварист Галуа, французский математик и политик, автор теории алгебраических уравнений высших степеней с одним неизвестным (род. 1811)
- 1 июня — Жан Максимилиан Ламарк, французский генерал и политик, глава республиканской оппозиции монархическим режимам (род.1770)
- 24 августа — Сади Карно — французский физик.
- 21 сентября — Вальтер Скотт, шотландский прозаик, поэт, историк, собиратель древностей, адвокат. Основоположник жанра исторического романа.
- 12 ноября — Хосе Матиас Дельгадо (род. 1767), сальвадорский религиозный и политический деятель, «отец нации», Президент Сальвадора (1821—1823).